# Coupe du monde de cricket de 2011
Navigation
Coupe du monde 2007 Coupe du monde 2015
La Coupe du monde de cricket de 2011 est la dixième édition de la Coupe du monde de cricket. Elle se tient du 19 février au 2 avril 2011 dans trois pays du sous-continent indien : l'Inde, le Sri Lanka et le Bangladesh. Les quarante-neuf matchs de la compétition sont joués au format « One-day International » (ODI). La finale voit l'équipe d'Inde battre le Sri Lanka au Wankhede Stadium de Bombay, remportant ainsi son deuxième titre après celui de 1983.
La coupe du monde devait également être coorganisée par le Pakistan, mais à la suite de l'attaque terroriste de 3 mars 2009, sur l'équipe nationale de cricket du Sri Lanka, lors d'un match de Test contre l'équipe nationale de cricket du Pakistan à Lahore dans la capitale de la province pakistanaise du Pendjab (Gaddafi stadium), le Conseil international de cricket (ICC), a annulé les matchs qui devait y avoir lieu. À l'origine le siège social du comité organisateur était situé à Lahore, mais il a été déplacé à Bombay. Le Pakistan devait organiser 14 matchs, dont une demi-finale, donc 8 matchs sont déplacés en Inde, 4 au Sri Lanka et 2 au Bangladesh.

## Organisation

### Choix du lieu
Les pays ou groupes de pays qui souhaitent organiser la Coupe du monde 2011 doivent déposer leurs dossiers auprès de l'International Cricket Council avant le 28 février 2006. L'Inde, le Sri Lanka, le Pakistan et le Bangladesh, qui font candidature commune et dont le dossier n'est pas prêt à temps, obtiennent un report de cette limite au 15 mars 2006.
Le vote a lieu le 30 avril 2006. Outre la candidature asiatique, l'Australie et la Nouvelle-Zélande ont également déposé un dossier commun. Le sous-continent indien obtient l'organisation de la Coupe du monde 2011 par dix voix sur treize, tandis que, dans le même temps, les deux pays océaniens se voient confier l'édition 2015 et l'Angleterre celle de 2019.

### Cérémonie d'ouverture
La cérémonie d'ouverture de la Coupe du monde se déroule le 17 février au Bangladesh, au Bangabandhu National Stadium de Dacca, devant 25 000 spectateurs, en présence du Premier ministre Sheikh Hasina Wajed et du président de l'International Cricket Council Sharad Pawar.
3 500 artistes participent au spectacle d'un budget de 30 millions de dollars américains, incluant notamment les chanteurs canadien Bryan Adams, indien Sonu Nigam et la chanteuse bangladaise Runa Laila.

## Marketing

### Mascotte

La mascotte de la coupe du monde de cricket de 2011

La mascotte de la coupe du monde de cricket de 2011 a été dévoilée le 2 avril 2010 à Colombo en Sri Lanka. L'International Cricket Council organise alors un sondage sur son site pour attribuer un nom à ce personnage. Le nom « Stumpy » est dévoilé 200 jours avant la compétition par Sachin Tendulkar, Mahendra Singh Dhoni et Kumar Sangakkara.  

### Chanson officielle
La chanson officielle de la Coupe du monde est  De Ghuma Ke. Composée par le trio de Shankar-Ehsaan-Loy, elle comporte des paroles dans trois langues différentes : l'hindi, le bengali et le cingalais. Elle est interprétée par Shankar Mahadevan et Divya Kumar.

## Acteurs de la Coupe du monde

### Nations qualifiées
Quatorze équipes participent à la Coupe du monde 2011, soit deux de moins qu'en 2007. Les dix nations dont les fédérations sont « membres de plein droit » de l'International Cricket Council sont qualifiées automatiquement pour l'événement. Quatre places, au lieu de six en 2007, sont attribuées par le biais du Tournoi de qualification pour la Coupe du monde (ex-Trophée de l'ICC), dernière étape de la Ligue mondiale de cricket de 2007-2009. Il se tient en avril 2009 en Afrique du Sud. 
- Membres de plein droit de l'ICC, qualifiés d'office pour la Coupe du monde :
  -  Afrique du Sud
  -  Angleterre
  -  Australie
  -  Bangladesh
  -  Inde
  -  Indes occidentales
  -  Nouvelle-Zélande
  -  Pakistan
  -  Sri Lanka
  -  Zimbabwe
- Équipes qualifiées par le biais du tournoi de qualification : 
  -  Irlande (1re)
  -  Canada (2e)
  -  Pays-Bas (3e)
  -  Kenya (4e)

## Villes et stades

### Villes et stades en Inde
| \| Mohali New Delhi Ahmedabad Calcutta Nagpur Bombay Bengaluru Chennai \| Villes indiennes accueillant des matchs de la Coupe du monde. |
| Mohali New Delhi Ahmedabad Calcutta Nagpur Bombay Bengaluru Chennai                                                                     |

| Mohali                                                          | New Delhi                                   | Ahmedabad                                            | Calcutta                                 |
| --------------------------------------------------------------- | ------------------------------------------- | ---------------------------------------------------- | ---------------------------------------- |
| Punjab Cricket Association Stadium Capacité : 35 000            | Feroz Shah Kotla Capacité : 48 000          | Sardar Patel Stadium Capacité : 48 000               | Eden Gardens Capacité : 65 000           |
|                                                                 |                                             |                                                      |                                          |
| Nagpur                                                          | Bombay                                      | Chennai                                              | Bangalore                                |
| Vidarbha Cricket Association Stadium Capacité : 44 000 (rénové) | Wankhede Stadium Capacité : 33 000 (rénové) | M. A. Chidambaram Stadium Capacité : 45 000 (rénové) | M. Chinnaswamy Stadium Capacité : 40 000 |
|                                                                 |                                             |                                                      |                                          |

### Villes et stades au Sri Lanka
| \| Kandy Colombo Hambantota \| Villes srilankaises accueillant des matchs de la Coupe du monde. |
| Kandy Colombo Hambantota                                                                        |

| Kandy                                                                     | Colombo                               | Hambantota                                                                 |
| ------------------------------------------------------------------------- | ------------------------------------- | -------------------------------------------------------------------------- |
| Pallekele International Cricket Stadium Capacité : 35 000 (nouveau stade) | R. Premadasa Stadium Capacité: 35 000 | Hambantota International Cricket Stadium Capacité : 35 000 (nouveau stade) |
|                                                                           |                                       |                                                                            |

### Villes et stades au Bangladesh
| \| Dacca Chittagong \| Villes bangladaises accueillant des matchs de la Coupe du monde. |
| Dacca Chittagong                                                                        |

| Dacca                                           | Chittagong                                      |
| ----------------------------------------------- | ----------------------------------------------- |
| Sher-e-Bangla Cricket Stadium Capacité : 25 000 | Chittagong Divisional Stadium Capacité : 20 000 |
|                                                 |                                                 |

## Couverture médiatique
Les matchs de la Coupe du monde 2011 sont diffusés dans 220 pays. Les droits de diffusion de 18 tournois internationaux organisés par l'International Cricket Council entre 2007 et 2015 ont été cédés en 2006 à ESPN-Star contre une somme estimée à 1,1 milliard de dollars américains,.

## Matchs de préparation
En total, il y a vingt matchs de préparation avant la coupe du monde. Les six premiers matchs ont eu lieu à Dubaï.
| Date            | Eq Domicile    | Scores | Scores | Eq Extérieur       | Lieu                                           |
| --------------- | -------------- | ------ | ------ | ------------------ | ---------------------------------------------- |
| 6 février 2011  | Afghanistan    | 240/10 | 289/04 | Kenya              | ICC Global Cricket Academy Ground No 2 - Dubaï |
| 6 février 2011  | Canada         | 152/6  | 151/10 | Pays-Bas           | ICC Global Cricket Academy Ground - Dubaï      |
| 6 février 2011  | Irlande        | 204/10 | 208/4  | Zimbabwe           | Dubai International Cricket Stadium - Dubaï    |
| 8 février 2011  | Afghanistan    | 109/5  | 105/10 | Canada             | ICC Global Cricket Academy Ground No 2 - Dubaï |
| 8 février 2011  | Irlande        | 176/10 | 178/7  | Kenya              | ICC Global Cricket Academy Ground - Dubaï      |
| 8 février 2011  | Pays-Bas       | 134/10 | 249/8  | Zimbabwe           | Dubai International Cricket Stadium - Dubaï    |
| 12 février 2011 | Kenya          | 192/10 | 253/8  | Indes occidentales | R. Premadasa Stadium - Colombo                 |
| 12 février 2011 | Bangladesh     | 113/1  | 112/10 | Canada             | Chittagong Divisional Stadium - Chittagong     |
| 12 février 2011 | Irlande        | 279/10 | 311/6  | Nouvelle-Zélande   | Vidarbha Cricket Association Stadium - Nagpur  |
| 12 février 2011 | Afrique du Sud | 153/2  | 152/10 | Zimbabwe           | M. A. Chidambaram Stadium - Chennai            |
| 12 février 2011 | Sri Lanka      | 351/5  | 195/10 | Pays-Bas           | Sinhalese Sports Club Ground - Colombo         |
| 13 février 2011 | Inde           | 214/10 | 176/10 | Australie          | M. Chinnaswamy Stadium - Bangalore             |
| 15 février 2011 | Irlande        | 245/6  | 244/8  | Zimbabwe           | Vidarbha Cricket Association Stadium - Nagpur  |
| 15 février 2011 | Bangladesh     | 196/10 | 285/9  | Pakistan           | Sher-e-Bangla Cricket Stadium - Dhaka          |
| 15 février 2011 | Australie      | 217/10 | 218/3  | Afrique du Sud     | M. Chinnaswamy Stadium - Bangalore             |
| 15 février 2011 | Kenya          | 263/5  | 264/8  | Pays-Bas           | Sinhalese Sports Club Ground - Colombo         |
| 15 février 2011 | Sri Lanka      | 282/6  | 281/10 | Indes occidentales | R. Premadasa Stadium - Colombo                 |
| 16 février 2011 | Canada         | 227/10 | 243/10 | Angleterre         | Narayanganj Osmani Stadium - Fatullah          |
| 16 février 2011 | Inde           | 360/5  | 243/10 | Nouvelle-Zélande   | M. A. Chidambaram Stadium - Chennai            |
| 18 février 2011 | Angleterre     | 273/10 | 206/10 | Pakistan           | Narayanganj Osmani Stadium - Fatullah          |

## Déroulement de la compétition

### Groupe A

#### Classement du groupe A
| Rang | Équipe           | Pts | J | G | É | P | Ab | Tdf    |
| ---- | ---------------- | --- | - | - | - | - | -- | ------ |
| 1    | Pakistan         | 10  | 6 | 5 | 0 | 1 | 0  | 0,758  |
| 2    | Sri Lanka        | 9   | 6 | 4 | 0 | 1 | 1  | 2,582  |
| 3    | Australie        | 9   | 6 | 4 | 0 | 1 | 1  | 1,123  |
| 4    | Nouvelle-Zélande | 8   | 6 | 4 | 0 | 2 | 0  | 1,135  |
| 5    | Zimbabwe         | 4   | 6 | 2 | 0 | 4 | 0  | 0,030  |
| 6    | Canada           | 2   | 6 | 1 | 0 | 5 | 0  | -1,987 |
| 7    | Kenya            | 0   | 6 | 0 | 0 | 6 | 0  | -3,042 |

#### Résultats des matchs du groupe A
| Date            | Eq Domicile      | Scores    | Scores    | Eq Extérieur     | Lieu                                                  |
| --------------- | ---------------- | --------- | --------- | ---------------- | ----------------------------------------------------- |
| 20 février 2011 | Nouvelle-Zélande | 72/2      | 69/10     | Kenya            | M. A. Chidambaram Stadium - Chennai                   |
| 20 février 2011 | Sri Lanka        | 332/7     | 122/10    | Canada           | Hambantota International Cricket Stadium - Hambantota |
| 21 février 2011 | Australie        | 262/6     | 171/10    | Zimbabwe         | Sardar Patel Stadium - Ahmedabad                      |
| 23 février 2011 | Pakistan         | 317/7     | 112/10    | Kenya            | Hambantota International Cricket Stadium - Hambantota |
| 25 février 2011 | Nouvelle-Zélande | 206/10    | 207/3     | Australie        | Vidarbha Cricket Association Stadium - Nagpur         |
| 26 février 2011 | Sri Lanka        | 266/9     | 277/7     | Pakistan         | R. Premadasa Stadium - Colombo                        |
| 28 février 2011 | Zimbabwe         | 298/9     | 123/10    | Canada           | Vidarbha Cricket Association Stadium - Nagpur         |
| 1er mars 2011   | Sri Lanka        | 146/1     | 142/10    | Kenya            | R. Premadasa Stadium - Colombo                        |
| 3 mars 2011     | Pakistan         | 184/10    | 138/10    | Canada           | R. Premadasa Stadium - Colombo                        |
| 4 mars 2011     | Nouvelle-Zélande | 166/0     | 162/10    | Zimbabwe         | Sardar Patel Stadium - Ahmedabad                      |
| 5 mars 2011     | Sri Lanka        | abandonné | abandonné | Australie        | R. Premadasa Stadium - Colombo                        |
| 7 mars 2011     | Kenya            | 198/10    | 199/5     | Canada           | Feroz Shah Kotla - New Delhi                          |
| 8 mars 2011     | Pakistan         | 192/10    | 302/7     | Nouvelle-Zélande | Pallekele International Cricket Stadium - Kandy       |
| 10 mars 2011    | Sri Lanka        | 327/6     | 188/10    | Zimbabwe         | Pallekele International Cricket Stadium - Kandy       |
| 13 mars 2011    | Nouvelle-Zélande | 358/6     | 261/9     | Canada           | Wankhede Stadium - Bombay                             |
| 13 mars 2011    | Australie        | 324/6     | 264/6     | Kenya            | M. Chinnaswamy Stadium - Bangalore                    |
| 14 mars 2011    | Pakistan         | 164/3     | 151/7     | Zimbabwe         | Pallekele International Cricket Stadium - Kandy       |
| 16 mars 2011    | Australie        | 212/3     | 211/10    | Canada           | M. Chinnaswamy Stadium - Bangalore                    |
| 18 mars 2011    | Sri Lanka        | 265/9     | 153/10    | Nouvelle-Zélande | Wankhede Stadium - Bombay                             |
| 19 mars 2011    | Pakistan         | 178/6     | 176/10    | Australie        | R. Premadasa Stadium - Colombo                        |
| 20 mars 2011    | Zimbabwe         | 308/6     | 147/10    | Kenya            | Eden Gardens - Calcutta                               |

### Groupe B

#### Classement du groupe B
| Rang | Équipe             | Pts | J | G | É | P | Ab | Tdf    |
| ---- | ------------------ | --- | - | - | - | - | -- | ------ |
| 1    | Afrique du Sud     | 10  | 6 | 5 | 0 | 1 | 0  | 2,026  |
| 2    | Inde               | 9   | 6 | 4 | 1 | 1 | 0  | 0,900  |
| 3    | Angleterre         | 7   | 6 | 3 | 1 | 2 | 0  | 0,072  |
| 4    | Indes occidentales | 6   | 6 | 3 | 0 | 3 | 0  | 1,066  |
| 5    | Bangladesh         | 6   | 5 | 3 | 0 | 3 | 0  | -1,361 |
| 6    | Irlande            | 4   | 6 | 2 | 0 | 4 | 0  | -0,696 |
| 7    | Pays-Bas           | 0   | 6 | 0 | 0 | 6 | 0  | -2,045 |

#### Résultats des matchs du groupe B
| Date            | Eq Domicile        | Scores | Scores | Eq Extérieur       | Lieu                                          |
| --------------- | ------------------ | ------ | ------ | ------------------ | --------------------------------------------- |
| 19 février 2011 | Inde               | 370/4  | 283/9  | Bangladesh         | Sher-e-Bangla Cricket Stadium - Dhaka         |
| 22 février 2011 | Angleterre         | 296/4  | 292/6  | Pays-Bas           | Vidarbha Cricket Association Stadium - Nagpur |
| 24 février 2011 | Afrique du Sud     | 223/3  | 222/10 | Indes occidentales | Feroz Shah Kotla - New Delhi                  |
| 25 février 2011 | Bangladesh         | 205/10 | 178/10 | Irlande            | Sher-e-Bangla Cricket Stadium - Dhaka         |
| 27 février 2011 | Inde               | 338/10 | 338/8  | Angleterre         | M. Chinnaswamy Stadium - Bangalore            |
| 28 février 2011 | Indes occidentales | 330/8  | 115/10 | Pays-Bas           | Feroz Shah Kotla - New Delhi                  |
| 2 mars 2011     | Angleterre         | 327/8  | 329/7  | Irlande            | M. Chinnaswamy Stadium - Bangalore            |
| 3 mars 2011     | Afrique du Sud     | 351/5  | 120/10 | Pays-Bas           | Punjab Cricket Association Stadium - Mohali   |
| 4 mars 2011     | Bangladesh         | 58/10  | 59/1   | Indes occidentales | Sher-e-Bangla Cricket Stadium - Dhaka         |
| 6 mars 2011     | Inde               | 210/5  | 207/10 | Irlande            | M. Chinnaswamy Stadium - Bangalore            |
| 6 mars 2011     | Angleterre         | 171/10 | 165/10 | Afrique du Sud     | M. A. Chidambaram Stadium - Chennai           |
| 9 mars 2011     | Inde               | 191/5  | 189/10 | Pays-Bas           | Feroz Shah Kotla - New Delhi                  |
| 11 mars 2011    | Irlande            | 231/10 | 275/10 | Indes occidentales | Punjab Cricket Association Stadium - Mohali   |
| 11 mars 2011    | Bangladesh         | 227/8  | 225/10 | Angleterre         | Chittagong Divisional Stadium - Chittagong    |
| 12 mars 2011    | Inde               | 296/10 | 300/7  | Afrique du Sud     | Vidarbha Cricket Association Stadium - Nagpur |
| 14 mars 2011    | Bangladesh         | 166/4  | 160/10 | Pays-Bas           | Chittagong Divisional Stadium - Chittagong    |
| 15 mars 2011    | Afrique du Sud     | 272/7  | 141/10 | Irlande            | Eden Gardens - Calcutta                       |
| 17 mars 2011    | Angleterre         | 243/10 | 225/10 | Indes occidentales | M. A. Chidambaram Stadium - Chennai           |
| 18 mars 2011    | Irlande            | 307/4  | 306/10 | Pays-Bas           | Eden Gardens - Calcutta                       |
| 19 mars 2011    | Bangladesh         | 78/10  | 284/8  | Afrique du Sud     | Sher-e-Bangla Cricket Stadium - Dhaka         |
| 20 mars 2011    | Inde               | 268/10 | 188/10 | Indes occidentales | M. A. Chidambaram Stadium - Chennai           |

### Quarts de finale
| Date         | Eq Domicile      | Scores | Scores | Eq Extérieur       | Lieu                                  |
| ------------ | ---------------- | ------ | ------ | ------------------ | ------------------------------------- |
| 23 mars 2011 | Pakistan         | 113/0  | 112/10 | Indes occidentales | Sher-e-Bangla Cricket Stadium - Dhaka |
| 24 mars 2011 | Australie        | 260/6  | 261/5  | Inde               | Sardar Patel Stadium - Ahmedabad      |
| 25 mars 2011 | Nouvelle-Zélande | 221/8  | 172/10 | Afrique du Sud     | Sher-e-Bangla Cricket Stadium - Dhaka |
| 26 mars 2011 | Sri Lanka        | 231/0  | 229/6  | Angleterre         | R. Premadasa Stadium - Colombo        |

### Demi-finales
| Date         | Eq Domicile | Scores | Scores | Eq Extérieur     | Lieu                                        |
| ------------ | ----------- | ------ | ------ | ---------------- | ------------------------------------------- |
| 29 mars 2011 | Sri Lanka   | 220/5  | 217/10 | Nouvelle-Zélande | R. Premadasa Stadium - Colombo              |
| 30 mars 2011 | Pakistan    | 231/10 | 260/9  | Inde             | Punjab Cricket Association Stadium - Mohali |

### Finale

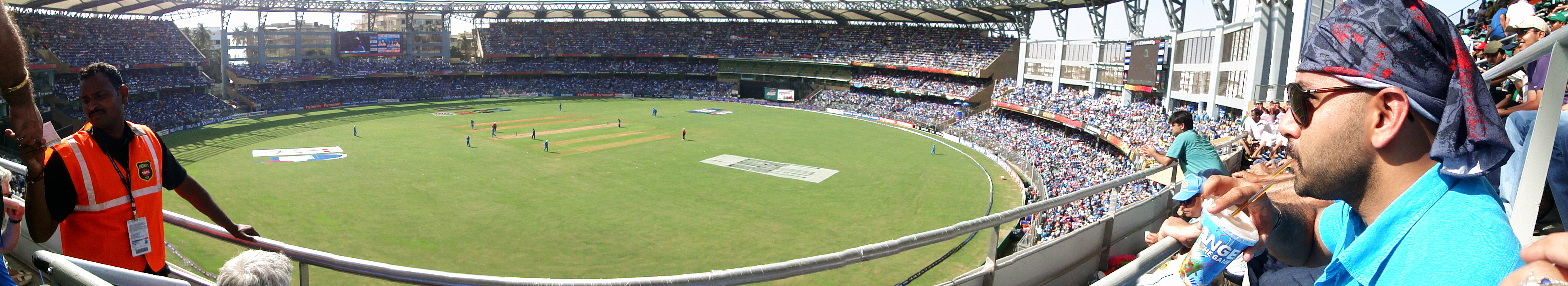
Wankhede stadium durant la finale

| Date         | Eq Domicile | Scores | Scores | Eq Extérieur | Lieu                      |
| ------------ | ----------- | ------ | ------ | ------------ | ------------------------- |
| 2 avril 2011 | Sri Lanka   | 274/6  | 277/4  | Inde         | Wankhede Stadium - Bombay |

## Honneurs
- Meilleur joueur de la compétition :  Yuvraj Singh

| Courses | Joueur               | Matchs |
| ------- | -------------------- | ------ |
| 500     | Tillakaratne Dilshan | 9      |
| 482     | Sachin Tendulkar     | 9      |
| 465     | Kumar Sangakkara     | 9      |
| 422     | Jonathan Trott       | 7      |
| 395     | Upul Tharanga        | 8      |

| Guichets | Joueur         | Matchs |
| -------- | -------------- | ------ |
| 21       | Shahid Afridi  | 8      |
| 21       | Zaheer Khan    | 9      |
| 18       | Tim Southee    | 8      |
| 15       | Robin Peterson | 7      |
| 15       | Yuvraj Singh   | 9      |

### Équipe du Tournoi
| Joueur               | Rôle                           |
| -------------------- | ------------------------------ |
| Tillakaratne Dilshan | Batteur                        |
| Sachin Tendulkar     | Batteur                        |
| Kumar Sangakkara     | Gardien de guichet / capitaine |
| Mahela Jayawardene   | Batteur                        |
| AB de Villiers       | Batteur                        |
| Yuvraj Singh         | All-rounder (spin)             |
| Shane Watson         | All-rounder (pace)             |
| Shahid Afridi        | All-rounder (spin)             |
| Muttiah Muralitharan | Lanceur (spin)                 |
| Zaheer Khan          | Lanceur (pace)                 |
| Dale Steyn           | Lanceur (pace)                 |
| Tim Southee          | Lanceur (pace) / 12ème joueur  |